# Centro Espírita Aristides Spínola
O Centro Espírita Aristides Spínola é uma instituição espírita fundada em 25 de dezembro de 1905 na cidade de Caetité, alto sertão do estado brasileiro da Bahia. Seu nome homenageia o advogado, político e líder espírita Aristides de Souza Spínola, um de seus fundadores, tendo como seu maior expoente João Gumes. 
É a instituição espírita mais antiga do estado. Criada em 1919, a Biblioteca Sadi Gumes ainda está em funcionamento. É, ainda, um dos Pontos de Cultura da cidade. O CEAS editou o jornal "Lux", de divulgação doutrinária espírita e das suas atividades, ainda no começo do século XX. Já no final do século XX editou o "A Penna Espírita".

## Centro Psychico de Caiteté e contexto histórico
Falando de João Gumes um artigo da Federação Espírita do Estado da Bahia de 1976 dava-o como “pioneiro do Movimento Espírita no interior da Bahia e o fundador do mais antigo dos centros espíritas em funcionamento no Estado”. Tem-se ainda que "o grupo fundador da instituição, formado por sujeitos como Aristides Spínola, Joaquim Manoel [Rodrigues] Lima Júnior, João Gumes e Mário Spínola Teixeira, que foram responsáveis pela sua estruturação, implantação e consolidação na cidade e marcaram sobremaneira a sua história", no dizer da pesquisadora Joseni Reis, tendo sido Lima Júnior o primeiro presidente da entidade e Gumes seu primeiro-secretário, sendo Aristides - morando no Rio de Janeiro - seu presidente honorário.
O primeiro nome da instituição foi "Centro Psíquico de Caetité" (com atualização ortográfica, aqui). Reis ainda contextualiza o momento histórico: "há que se salientar que esse período ainda foi marcado por dilemas, conflitos e, principalmente, por enfrentamentos com a Igreja Católica, que desfrutava da supremacia religiosa na cidade. Entretanto, a referida supremacia encontrava-se ameaçada pela presença dos espíritas kardecistas. Estes constituíam um grupo composto por membros da elite econômica, política e cultural da cidade, imbuídos dos preceitos cientificistas que marcaram o século XIX, e que faziam uso tanto da escrita manuscrita como da impressa, bem como de diferentes tipos de suportes para divulgar as suas ideias." Ela ainda indica que outra pesquisadora, Vanderleia Fernandes, "abordou o processo de implantação do Espiritismo na cidade como uma das condições de liberdade de culto, proporcionada pelo regime republicano implantado no Brasil".
Dentre os aspectos observados na sua documentação primitiva tem-se os "cuidados com a escrita, a definição dos traços, o desenho bem delineado e bem acabado das letras, conferindo-lhes uma estética harmoniosa e demonstrando certa preocupação com ser legível e memorável, especialmente nas atas das sessões comemorativas ou solenes, que aconteciam em datas especiais. Como exemplos de sessões comemorativas, citamos o “Natal de Jesus Cristo”, no dia 25 de dezembro, quando também se comemorava a instalação do Centro, e o dia 3 de outubro, nascimento de Allan Kardec". Dentre as práticas ali registradas estava a distribuição gratuita de remédios homeopáticos a partir de 1911. A partir de 1926 a instituição muda seu nome para "Centro Espírita Aristides Spínola", que se mantém até o presente, como foi identificado no jornal doutrinário que publicava, chamado "Lux". Também ressalta o papel que teve Mário Teixeira para a manutenção da entidade, mesmo tendo se mudado para a cidade de Guanambi onde, mais tarde, junto ao filho Edgard Teixeira, fundaria naquela cidade o "Núcleo Espírita Obreiros do Porvir" e colaboraria para a fundação de outros centros na região.

## João Gumes e a "excomunhão"
A figura de João Gumes foi essencial na prática do espiritismo em Caetité: “a dedicação à doutrina foi um traço distintivo na vida de João Gumes, bem como na vida de parte dos seus descendentes, já que, ainda hoje, o centro é dirigido por um neto. Os preceitos que norteiam a doutrina espírita passaram a ser tema recorrente nas suas produções escritas. Ele procurou mostrar como a nova doutrina se encontrava pautada pelos referenciais científico-religiosos". Gumes ainda emprestou significativo apoio à instalação na cidade da missão presbiteriana capitaneada pelo reverendo Henry John McCall que fundara na cidade uma "Escola Americana". Isto provocou uma reação da Igreja, cuja diocese havia sido criada em 1913, com um protesto do bispo D. Manoel no ano de 1918.
Sobre esse embate, registrou Ferdinand Azevedo, em 1986: "Dom Manoel não tinha uma personalidade estável e mostrava sinais de excentricidade, desde sua chegada a Caetité. Já estava ele em Caetité alguns anos, quando tomou conhecimento da doutrina espiritista professada por João Antônio dos Santos Gumes, editor do Jornal “A Penna”. O prelado o excomungou numa pastoral lida na festa da Padroeira, em 26 de julho de 1918. Podemos imaginar o estouro criado por essa medida, pois, desde 1905, existia, em Caetité, o Centro Espírita Aristides Spínola. Nem mesmo com a criação da escola para moças o Bispo superaria a reação negativa. Foi com a ajuda das Religiosas do Bom Pastor que Dom Manoel pôde abrir essa escola em 1919. Porém, essa congregação não estava acostumada com atividades educacionais e por isso a escola só funcionou até 1925".
Gumes foi um polímata, no dizer de Jeremias Macário: "era pintor, arquiteto (fez o projeto do Teatro Centenário, que substituiu o 2 de Julho), advogado provisionado, coletor, cronista, jornalista e escritor, tendo publicado os romances e contos (...) pesquisador da história local, além de músico e político (...) foi também inventor, explorador, paleontólogo, tradutor (...) e foi perseguido no final da vida", lembrando que "fundou em 1905 o Centro Psíquico de Caetité, depois denominado Centro Espírita Aristides Spínola, um dos mais antigos do país, patrono número 2 da Academia Caetiteense de Letras.
Jamir Guimarães da Silva observa que "João Gumes nasceu em uma família de formação católica, teve uma vida atuante na instituição, tocando instrumentos musicais e entendia latim. No entanto, na vida adulta se tornou espírita, após contato com leituras que abordavam a temática. Possivelmente, Gumes abraçou o espiritismo no início do século XX, haja vista ter ocorrido o último batismo de sua prole em 13 de janeiro de 1906, data do nascimento de sua filha Eponina Zita. A doutrina espírita passou a ser algo frequente em sua vida, marcando inclusive suas produções escritas, a exemplo do romance Seraphina". O pesquisador acrescenta: "A presença de um centro espírita na cidade parecia não incomodar nem aos protestantes presbiterianos, nem aos católicos, pois foi pouco mencionado nas fontes em estudo. O padre jesuíta Antônio Gonçalves relatou a presença do centro espírita em uma de suas cartas e qualificou os espíritas como “uns pobres homens, cheios de ignorancia; mas o certo é que o demonio lá está senhor delles”". O estudioso ressalta que havia um embate entre católicos e protestantes: "As relações entre Gumes, espírita, e os grupos religiosos locais foram amistosas. Não obstante, uma reportagem publicada em 1918, ocasionou a cisão entre Gumes e os católicos, tornando essa relação atribulada e controversa".
João Gumes teve, assim, um papel crucial na constituição e permanência do Centro, cujo terreno foi de sua propriedade e situado próximo à "casa grande", sua residência.

## Atualidade
O acervo documental do Centro é utilizado por pesquisadores, como indicado por Giane Pimentel. Com o "Projeto Crescer" o CEAS se tornou um dos pontos de cultura da cidade, objetivando a "formação de agentes culturais para promoção da cultura e criação de processos alternativos de geração de renda envolvendo a cultura e a comunicação" e ainda a "criação de uma cooperativa de rendeiras e de um cineclube".
Fica situado à Rua 2 de Julho, 124, região central de Caetité.